# Aliso Viejo
Aliso Viejo ist eine US-amerikanische Stadt im südlichen Orange County im US-Bundesstaat Kalifornien. Sie hat 52.176 Einwohner (Stand: 2020). Das Stadtgebiet hat eine Größe von circa 18 km². Am 1. Juli 2001 wurde Aliso Viejo die 34. Stadt im Orange County. Sie ist damit die einzige Gründung im County seit 2000. Umgeben wird die Stadt von Laguna Beach im Westen und Südwesten, Laguna Hills im Osten, Laguna Niguel im Südosten und Laguna Woods im Norden.

## Geographie
Ein Großteil der Stadt befindet sich im östlichen Hang des Mittelgebirges San Joaquin Hills. Nach Angaben des Census Bureau beläuft sich die Fläche der Stadt auf knapp 18 km². Aliso Viejo ist eine von mehreren Städten, die an den Aliso and Wood Canyons Regional Park grenzen. Der Bach Aliso Creek markiert stellenweise die Stadtgrenze zu Laguna Niguel im Süden und der Bach Wood Canyon Creek teils die westliche Stadtgrenze.

## Geschichte
Die ursprünglich geplante Gemeindefläche war einmal Teil einer über 100 km² großen Ranch, der Moulton Ranch. Diese Fläche wurde von der Familie Moulton in den 1890er-Jahren von Juan Avila erworben. Dieser wiederum erhielt die Fläche im Jahre 1842 von der mexikanischen Regierung. Nach und nach wurden Teile der Ranch verkauft, so dass die Städte Leisure World (heute Laguna Woods), Laguna Hills und Laguna Niguel entstehen konnten. 1976 kaufte die Mission Viejo Company die verbliebenen 27 km² der Moulton Ranch, um eine neugeplante Gemeinde zu errichten. In ihren Entwürfen sahen die Planer 20.000 Häuser für 50.000 Einwohner vor. Die Entwürfe wurden 1979 vom County genehmigt. Erste Häuser wurden im März 1982 zum Kauf angeboten, die erste Familie zog im November desselben Jahres ein. Im Rahmen des Projektes wurden 10,5 km² Fläche dem County als Teil des Aliso and Wood Canyons Wilderness Park gewidmet. Weitere 3,2 km² wurden für die Nutzung als Nachbarschaftsparks, für Naherholung oder sonstige öffentliche Nutzung reserviert. Um diese Nutzungen zu verwalten, wurde 1982 die Aliso Viejo Community Association (AVCA) gegründet.
Aliso Viejo war die erste geplante Gemeinde in Kalifornien, die vorsah, dass es die gleiche Anzahl neu geschaffener Stellen gibt, wie auch Zuzüge arbeitsfähiger Menschen geplant sind. Pacific Park, das über 3,5 km² große Stadt- und Handelszentrum von Aliso Viejo, sollte mehr als 22.000 Arbeitsplätze schaffen. Alle Häuser der Stadt sind von Pacific Park maximal 2,5 km entfernt. Diese Entfernung wurde bewusst gewählt, um wohnortnahes Arbeiten zu fördern.

### Eingemeindung
Aliso Viejo war seit 1979 eine gemeindefreie Ortschaft. Erst 2001 wurde die Stadt eingemeindet, nachdem sich das Aliso Viejo Cityhood 2000 Committee für eine entsprechende Bürgerabstimmung eingesetzt hatte. Bei der Wahl stimmten 93,3 % der Wähler für eine Eingemeindung. Die Mitbegründerin und Präsidentin des Komitees, Carmen Vali-Cave, wurde die erste Bürgermeisterin der Stadt.
Das Siegel der Stadt wurde mit der Eingemeindung eingeführt. Es zeigt mehrere Berge, einen Sonnenuntergang, einen Baum und mehrere Gebäude. Außerdem zeigt es den Schriftzug „July 2001“, um an die Eingemeindung Aliso Viejos zu erinnern.

## Demographie
Laut der Volkszählung 2010 verteilten sich die 47.823 Einwohner auf 18.204 Haushalte. Die Bevölkerungsdichte lag bei 2.668,7 Einw./km². 72 % bezeichneten sich als Weiße, 2 % als Afroamerikaner, 0,3 % als Indianer, 14,6 % als Asian Americans, 5,1 % gaben die Angehörigkeit zu einer anderen Ethnie und 5,7 % zu mehreren Ethnien an. 17,1 % der Bevölkerung bestand aus Hispanics oder Latinos.
Im Jahr 2010 lebten in 39 % aller Haushalte Kinder unter 18 Jahren sowie 11,1 % aller Haushalte Personen mit mindestens 65 Jahren. 66,6 % der Haushalte waren Familienhaushalte (bestehend aus verheirateten Paaren mit oder ohne Nachkommen bzw. einem Elternteil mit Nachkomme). Die durchschnittliche Größe eines Haushalts lag bei 2,6 Personen und die durchschnittliche Familiengröße bei 3,16 Personen.
28,2 % der Bevölkerung waren jünger als 20 Jahre, 31,3 % waren 20 bis 39 Jahre alt, 31,8 % waren 40 bis 59 Jahre alt und 8,7 % waren mindestens 60 Jahre alt. Das mittlere Alter betrug 35,1 Jahre. 48,1 % der Bevölkerung waren männlich und 51,9 % weiblich.
Der Median des Einkommens je Haushalt lag 2017 bei 106.353 US-Dollar. 4,6 % der Bevölkerung lebten unterhalb der Armutsgrenze.

## Politik
Aliso Viejo ist nach amerikanischem Recht eine „general law city“. Somit besitzt die Stadt nur die Kompetenzen, die ihr vom Bundesstaat ausdrücklich zugesprochen werden. Weiterhin besitzt die Stadt eine Stadtvertretung. Alltägliche Geschäfte werden von einem hauptberuflichen Oberstadtdirektor (city manager) geführt, welcher von einem freiwilligen Stadtrat kontrolliert wird. Der Stadtrat von Aliso Viejo besteht aus fünf Mitgliedern. Jedes Jahr wählt der Rat seinen nächsten Bürgermeister und stellvertretenden Bürgermeister.
Aktuell besteht der Stadtrat aus dem Bürgermeister David C. Harrington, dem stellvertretenden Bürgermeister (Mayor Pro-Tem) Phillip Tsunoda und den Stadträten Ross Chun, Mike Munzing und William Phillips.

### Vertretung im Bundesstaat und im Staat
Im kalifornischen Parlament wird Aliso Viejo im 36. Senatsdistrikt durch die Republikanerin Patricia Bates und im 73. Unterhausdistrikt durch den Republikaner Bill Brough vertreten.
Im Repräsentantenhaus der Vereinigten Staaten wird die Stadt im 48. Kongresswahlbezirk durch die Republikanerin Michelle Steel repräsentiert.

## Kultur und Sehenswürdigkeiten
- Das Aliso Viejo Town Center beheimatet ein Kino, eine Vielzahl von Restaurants und Geschäften. Das Town Center ist darüber hinaus mit seinem Grand Park das Zentrum für öffentliche Konzerte und Veranstaltungen.
- Die Aliso Viejo Library ist eine Zweigstelle der Bibliothek von Orange County und steht den Bürgern seit dem 31. Januar 1998 zur Verfügung.[6]

- Der Aliso Viejo Golf Course wurde 1999 von Nicklaus Design konzipiert und 2005 in den Aliso Viejo Country Club umgebaut.[7]

- Die Sōka-Universität wurde am 3. Mai 2001 eröffnet. Für 250 Millionen US-Dollar wurde ein 0,5 km² großer Campus mit 18 Gebäuden errichtet.[8] Die Privatuniversität sieht sich in der Tradition des Buddhismus.
- Das Soka Performing Arts Center ist eine im September 2011 eröffnete Konzerthalle mit 1.000 Sitzplätzen. Die Akustik wurde von Yasuhisa Toyota entworfen, welcher auch in der Elbphilharmonie in Hamburg die Akustik entwarf.[9]
- Das Renaissance ClubSport-Resort ist ein im Juli 2008 eröffnetes Resort der Hotelkette Marriott. Es kostete in der Entstehung mehr als 65 Millionen US-Dollar und soll die wachsende Nachfrage nach einem gesunden Lebensstil bedienen.

## Unternehmen
Der Halbleiterhersteller Microsemi, das Pharmazieunternehmen Valeant und das IT-Dienstleistungsunternehmen UST Global haben ihren Hauptsitz in Aliso Viejo.

## Bildung
Die Stadt ist Teil des Capistrano Unified School Districts und beherbergt folgende Schulen:

### Grundschulen
- Canyon Vista Elementary School
- Don Juan Avila Elementary School
- Oak Grove Elementary School
- Wood Canyon Elementary School

### Mittelschulen
- Aliso Viejo Middle School
- Don Juan Avila Middle School

### Highschool
- Aliso Niguel High School

## Persönlichkeiten

### Söhne und Töchter der Stadt
- Ryan Coiner, ehemaliger US-amerikanischer Fußballspieler mit Stationen bei Arminia Bielefeld II, 1. FC Union Berlin und Holstein Kiel

- McKayla Maroney, ehemalige US-amerikanische Kunstturnerin und Olympiasiegerin, bekannt geworden durch ein Meme

### Persönlichkeiten, die vor Ort wohnen
- Farzad Bonyadi, US-amerikanischer Pokerspieler und dreimaliger Braceletgewinner der World Series of Poker
- Ryan Getzlaf, kanadischer Eishockeyspieler
- Kyla Ross, ehemalige US-amerikanische Kunstturnerin und Olympiasiegerin
- Ashley Wagner, US-amerikanische Eiskunstläuferin
- Alicia Leigh Willis, US-amerikanische Schauspielerin